# Andrew Vancoillie
Andrew Vancoillie (Gand, 11 ottobre 1979) è un ex ciclista su strada e ciclocrossista belga, professionista dal 2001 al 2007.

## Carriera
Corridore in forza alla Profel Ziegler Continental Team  Conseguì numerosi piazzamenti nelle corse di un giorno belghe, tra cui spicca il terzo posto alla Gullegem Koerse del 2003.

## Palmarès

### Strada
- 2002

Grand Prix de la Ville de Lissier
- 2003

Omloop van der Waldereen